# セボシタビラ
セボシタビラ (背星田平、Acheilognathus tabira nakamurae) は、コイ目コイ科タナゴ亜科タナゴ属に属する淡水魚で、タビラのうち九州北部と壱岐島に生息する亜種である。種小名は淡水魚研究を行った中村守純、英名、和名は稚魚期から背鰭に出る黒い斑（背星）に由来する。在来のタナゴ亜科の中では最も野生絶滅する可能性が高いことから、2020年（令和2年）、国内希少野生動植物種に指定された。

## 形態
- 全長は約10cm[5]。
- 肩部には明瞭な暗色班がある。
- 背鰭の不分岐軟条は3本、分岐軟条は8-10本[5]。臀鰭の不分岐軟条は3本、分岐軟条は8-10本。
- 側線鱗数は33-40枚。側線上方横列鱗数は6枚、側線下方横列鱗数は4枚。
- 体高は、日本のタナゴ類の中でも比較的低い方である。[5]
- 稚魚期から全長約6cmまでは背鰭中央に黒い斑がある。メスは成魚になっても稀に黒い斑が残っている場合がある。

繁殖期のオスは体色は緑色が強く発色し、背鰭の縁は赤色、臀鰭は乳白色に染まる。個体によっては臀鰭に赤色が発色する場合もある。

## 生態
雑食性。
水が澄んだ流れのある砂礫底の河川、大型池沼の流出口、用水路に生息し、水草の近くのような物陰に潜む。寿命は3年。タビラ5亜種の中で最も水流を好み、ため池のような止水域では繁殖をすることが出来ない。
産卵は2月下旬-8月頃に1-2回行う。産卵母貝としてはカタハガイに対して強い選択性を持ち、それ以外にはカラスガイ族貝類、マツカサガイ広域分布種が知られる。
縄張り意識が高く、オスは特定の貝に縄張りを持ち、侵入する他のオスを攻撃する。メスもオスとは異なる貝の縄張りを保有し、他の侵入メスに対しても攻撃し、メス同士でも頻繁に闘争を行う。メスがオスとは別に貝に縄張りを持ち、メス同士で頻繁に闘争を行うものはタビラ5亜種では本種のみで確認されている。
孵化仔魚は約1ヶ月で8mm程に成長し、産卵母貝から出て行く。

## 分布
福岡県、佐賀県、熊本県に分布し、長崎県壱岐島の個体群は既に絶滅したと考えられている。